# I wojna Burów z Basuto
Pierwsza wojna Burów z Basuto (1858) zwana też wojną z Senekalem to konflikt pomiędzy Burami a południowo afrykańskim plemieniem Basuto pod rządami Moshoeshoe I. Walki toczono na terenie Afryki Południowej oraz Lesotho. 
W roku 1845 gubernator Kolonii Przyladkowej sir Peregrine Maitland wyznaczył granicę pomiędzy obszarami europejskich osadników, w większości Burów a miejscowym plemieniem Basuto. Przebieg granicy wzbudził sprzeciw rdzennych mieszkańców kraju. W roku 1849 brytyjski rezydent Zwierzchnictwa Rzeki Oranje Henry Warden przesunął linię graniczą nieco dalej na wschód, wychodząc naprzeciw wzrastającym oczekiwaniom osadników. Za przyczynę otwartego konfliktu podaje się dokonywane w roku 1858 kradzieże bydła przez wojowników Basuto, nieoficjalnie u podłoża stał narastający konflikt graniczny. Dnia 19 marca prezydent Wolnego Państwa Orania Jacobus Boshof wypowiedział Basutosom wojnę.
Oddziały Burów do kraju Basuto wkroczyły z północy i południa, napadając na znajdujące się tutaj francuskie stacje misyjne organizacji Lesotho Evangelical Church. Powodem ataków były podejrzenia Burów o sprzyjaniu Francuzów miejscowym wojownikom. W odpowiedzi wojownicy Basuto dokonali napadów na farmy w Oranii, rabując wiele sztuk bydła.
Burowie dowodzeni przez F. Senekala oblegali w tym czasie twierdzę króla Moshoeshoe I Thaba Bosiu, jednak wycofali się po nieskutecznych próbach jej zdobycia oraz na wieść o napadach Basuto na ich farmy.  
Dnia 29 września 1858 r. podpisano układ pokojowy w Aliwal North. Rozmowom pokojowym pośredniczył brytyjski wysoki komisarz Sir George Edward Grey. W wyniku układu ustanowiono nową linię graniczną. Północna granica Basuto pozostała jednak nadal kwestią sporną. Wojownicy Basuto nie mogli polować na terenie Oranii, a ci którzy dopuścili się kradzieży bydła byli stawiani przed sądem. 
Literatura:
- Scott Rosenberg, Richard W. Weisfelder, Michelle Frisbie-Fulton: Historical Dictionary of Lesotho. Scarecrow Press, Lanham, Maryland/Oxford 2004, ISBN 978-0-8108-4871-9
- Piotr Fiszka-Borzyszkowski: Wojna Burska 1880-1881. Wyd. Bellona. Warszawa 2012.